# Orde van Sint-Michiel
De Orde van Sint-Michiel was een Franse ridderorde die in 1469 door koning Lodewijk XI in Amboise werd gesticht ter ere van Sint-Michiel, de schutspatroon van Frankrijk. De orde moest het Franse antwoord op de in die tijd zeer aanzienlijke Bourgondische Orde van het Gulden Vlies zijn. Ze telde aanvankelijk zesendertig ridders.

## Voorstelling
De bevestiging van de orde door paus Paulus II doet vermoeden dat het de bedoeling van de koning was geweest om een geestelijke orde te stichten, maar de orde kreeg een seculier karakter. Het motto van de orde was Immensi Tremor Oceani (Latijn voor 'Schrik van de grote oceaan'). De spirituele thuishaven van de orde was de abdij van Mont Saint-Michel, maar vanwege de moeilijke bereikbaarheid gebruikte de orde in de loop van de eeuwen verschillende kerken als kapel. 
Vijftien ridders werden door de koning benoemd, de resterende ridders werden gekozen door het kapittel van de orde, dat ieder jaar op 29 september bijeenkwam. Op 8 mei kwamen de ridders zelf in hun schitterende kostuum van de orde bijeen. Zij droegen witte mantels, blauwe hoeden en de keten van de orde. Het draagteken van de ridders was een gouden medaillon met daarop Sint-Michiel met een verslagen draak aan een gouden keten. Deze keten bestond uit tientallen ineengestrengelde letters 'S' en sint-jakobsschelpen. Zoals in die tijd gebruikelijk droegen de ridders - er waren geen vrouwelijke leden - hun keten iedere dag. 

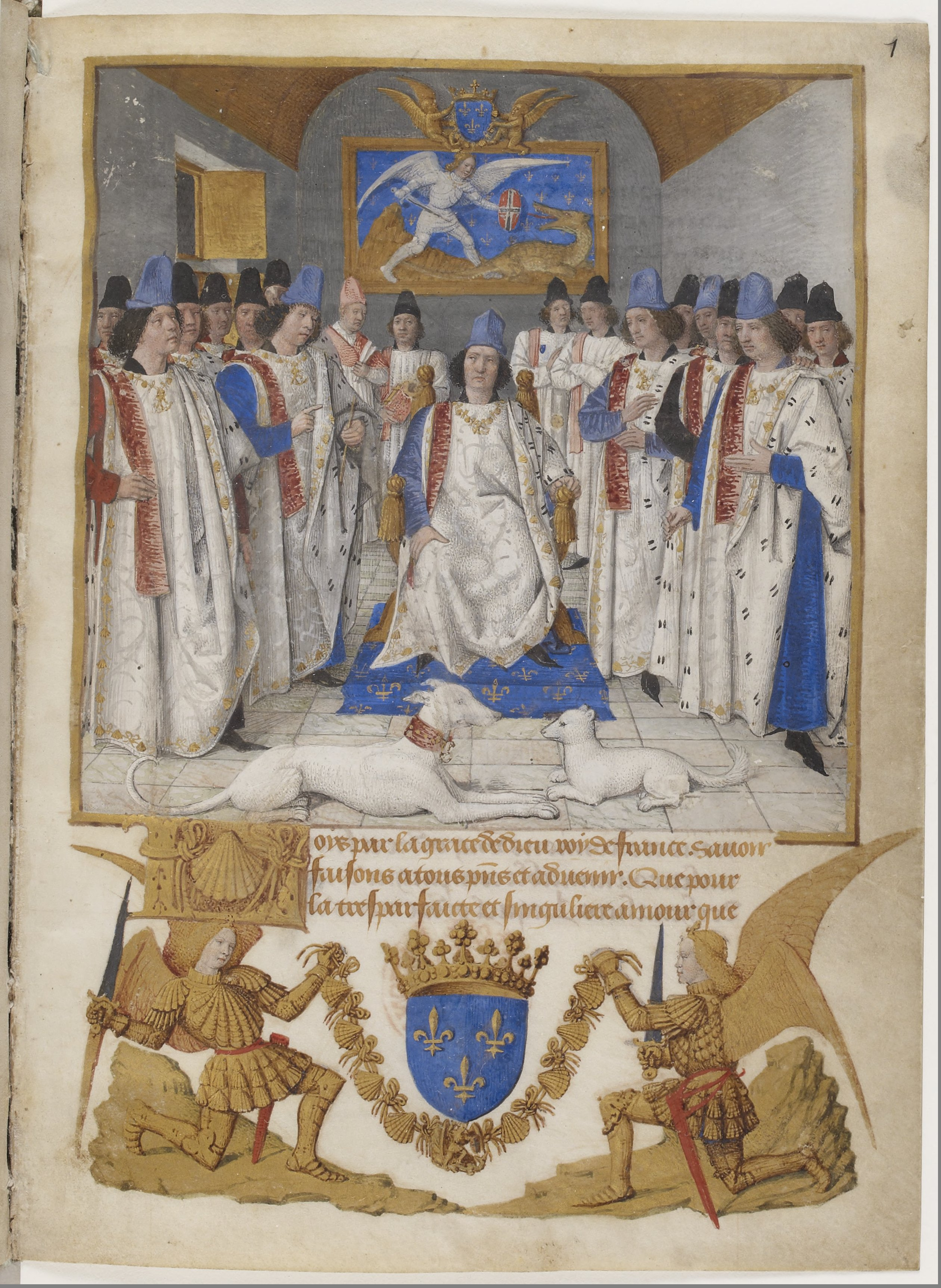
De ridders van Sint-Michael rondom hun koning
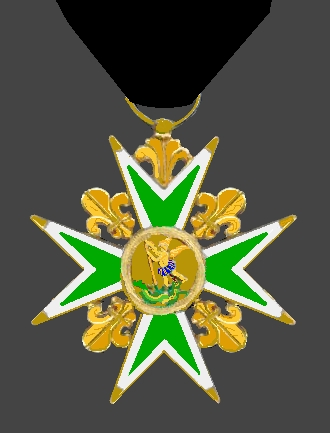
Het eenvoudige kleine kruis zoals dat in de 18e eeuw werd gedragen
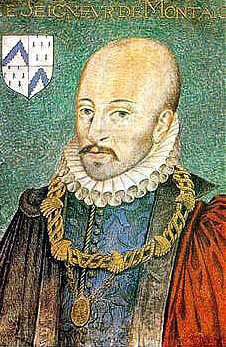
Michel de Montaigne met de keten van de Orde van de Heilige Michaël

## Neergang
In 1565 bepaalde koning Karel IX dat er in het vervolg vijftig ridders zouden zijn. Deze bepaling werd door zijn opvolgers genegeerd en de orde werd aan honderden aanhangers van de koning in het door burgeroorlogen verscheurde Frankrijk verleend. In 1578 zouden er zelfs 1500 ridders zijn geweest.
Frans II en Karel IX verleenden de orde honderden malen en ze verloor daardoor veel van haar aanzien. Spottend werd de orde zelfs een halsband zoals ieder dier dat draagt genoemd, en de Orde van het vee.

Koning Hendrik III verkocht het lidmaatschap in de Orde van Sint-Michiel, en Maria de' Medici, die na de moord op haar echtgenoot Hendrik IV de regering waarnam voor haar minderjarige zoon Lodewijk XIII, verleende talloze orden aan haar aanhangers.

Toen Hendrik III in 1574 de Franse troon besteeg was de orde in veler ogen een waardeloos ding. De koning besloot in 1578 om een nieuwe orde, de Orde van de Heilige Geest, te stichten maar decreteerde dat alleen de ridders in de Orde van Sint-Michiel daarin konden worden benoemd.
Vanaf die dag zien we in veel adellijke wapens in Frankrijk de twee ketenen van de beide orden om het wapenschild hangen. Zoals gebruikelijk hangt de keten van de voornamere Orde van de Heilige Geest onderaan. Wie alleen ridder in de Orde van Sint-Michiel was noemde zich nu 'Chevalier de l'Ordre du Roy', wie beide orden bezat was 'Chevalier des Ordres du Roy'.
De Orde van Sint-Michiel was eerder al in de plaats van de oudere Orde van het Stekelvarken getreden. Nu verloor ze zelf haar plaats als de voornaamste onderscheiding van het Franse hof. Lodewijk XIV liet de orde in 1661 en 1665 hervormen en bepaalde dat zij in het vervolg aan niet meer dan 100 adellijke leden en zes geestelijken mocht worden verleend. De edelen moesten van oude Franse adel, 30 jaar oud en katholiek zijn. Voor die tijd bijzonder was de eis dat de ridders tien jaar in de regering van het koninkrijk of in het leger moesten hebben gediend.

## Nederlandse ridders
In 1639 verhief de Franse koning de dichter en bestuurder P.C. Hooft in de ridderstand vanwege diens biografie van Hendrik IV van Frankrijk, getiteld Hendrik de Grote, zijn leven en bedrijf. Een bijzondere benoeming in de Orde van Sint-Michiel vond plaats in augustus 1666, toen de Franse koning de protestantse admiraal Michiel Adriaanszoon de Ruyter in de orde opnam. Michiel Adriaanszoon de Ruyter is ook opgenomen in de Deense Adelstand naast de Franse eretitels. Hoewel de koning had bepaald dat de orde in het vervolg als een kruis aan een zwart lint moest worden gedragen, werd de admiraal steeds met de keten afgebeeld. Eerder kregen de admiraals Filips van Dorp, Maarten Tromp, Johan Evertsen en Witte de With van Lodewijk XIII het ridderkruis van de orde. Opmerkelijk is de verlening van de ridderorde aan protestanten (die er waarschijnlijk flink voor betaalden) aan Johan Huydecoper van Maarsseveen (1599-1661) en door Lodewijk XIV aan Cornelis Lampsins, koopman en reder uit het Zeeuwse redersgeslacht Lampsins. Hij ontving niet alleen de ordeketen maar ook het draagkruis; naar verluidt is hij de enige die beide ontving. Op zijn portret liet hij zich ermee afbeelden, ofschoon het draagkruis er jaren na de voltooiing van het schilderij bij werd geschilderd.
In de 17e en 18e eeuw veranderde het karakter van de orde. Steeds meer kunstenaars en wetenschappers werden in de Orde van Sint-Michiel opgenomen. Voor hen was in de Orde van de Heilige Geest geen plaats; deze was gereserveerd voor de hofadel die diep op hen neerkeek. De Orde van Sint-Michiel werd een Orde van Verdienste waarin vooraanstaande wetenschappers werden opgenomen, en bijvoorbeeld de tuinarchitect André Le Nôtre en architect Jules Hardouin-Mansart. Mét hun ordekruis ontvingen zij ook adeldom.

## Huis Bourbon
De orde werd - zoals alle Franse orden - door de Revolutionaire regering in 1791 ontbonden, maar de Franse koning in ballingschap, Lodewijk XVIII, bleef ze verlenen. Na de restauratie van de Bourbons bepaalde deze koning op 16 november 1816 dat de Orde van Sint-Michiel een nieuwe rol zou krijgen: een Orde van Verdienste voor wetenschap en kunst en ter onderscheiding van hen die zich door ontdekkingen en nuttige ondernemingen hadden onderscheiden. De julirevolutie van 1830 maakte een einde aan de Bourbonmonarchie en aan de 436 jaar oude orde.
In 1937 stichtte de Franse troonpretendent uit het Huis Bourbon, Henri d'Orléans, Graaf van Parijs en in de ogen van zijn aanhangers 'Hendrik VI van Frankrijk', een nieuwe Orde van Sint-Michiel met de aantekening dat deze onderscheiding niet bedoeld was als eretitel maar als een persoonlijk geschenk (Frans: non comme distinction honorifique, mais comme service d’honneur autour de son auguste personne).
Ackermann vermeldt deze ridderorde als een historische orde van Frankrijk.